# Vseevropsko cestno omrežje
Vseevropsko cestno omrežje je cestno omrežje praviloma cest najvišjih kategorij v Evropi, Srednji in Mali Aziji. Omrežje obsega preko 50.000 km cest za gospodarstvo pomembnih cest, ki so označene s posebno oznako E in številko na zelenm polju. Ta oznaka se v posamezni državi običajno nahaja poleg lokalne oznake ceste, lahko pa tudi kot samostojna oznaka.
Čez Slovenijo vodijo smeri:
- E70 - 4550 km: A Coruña (Španija) – ... – Trst – Postojna – Ljubljana – Obrežje - Zagreb – Slavonski Brod – Beograd – Vršac – ... – Poti (Gruzija)
- E57 – 380 km: Sattledt (Avstrija) – Liezen – St. Michael – Gradec – Spielfeld/Šentilj – Maribor – Ljubljana
- E59 – 660 km: Praga (Češka) – Jihlava – Dunaj – Gradec – Spielfeld/Šentilj – Maribor – Zagreb (Hrvaška)
- E61 – 240 km: Beljak (Avstrija) – Predor Karavanke – Naklo – Ljubljana – Trst – Reka (Hrvaška)
- E751 – 33,6 km: Reka (Hrvaška) – Pulj – Koper - Trst/Trieste (Italija)
- E652 – 19,4 km: Celovec – Prelaz Ljubelj – Naklo
- E653 - 110 km – Letina (Madžarska) - Tornyiszentmiklós - Pince - Murska Sobota - Lenart - Maribor

## Vzpostavitev evropskih cest
Potek evropskih cest je bil določen pod okriljem OZN. Temeljni dokument je Evropski sporazum o glavnih mednarodnih prometnih žilah, podpisan 15. novembra 1975. Države, ki so ratificirale ta sporazum so se obvezale, da bodo navedeno cestno omrežje dogradile v ustreznih tehničnih elementih, ki so navedeni v prilogah tega sporazuma oziroma izgradnjo vnesle v svoje nacionalne programe razvoja cestnega omrežja. Seznam E cest se v večjih časovnih razmakih skladno z izgradnjo cest tudi dopolnjuje. Večja sprememba je bila narejena leta 1992, kasneje le manjše dopolnitve.

## Oznake v seznamu
V spodnjem seznamu cest pomeni oznaka ('–'), da gre za cestno povezavo med dvema naseljema, medtem ko oznaka ('…') pomeni, da gre za potek preko vodne poti (s trajektom ali brez njega).

## Cesta razreda A

### Smer sever-jug (glavne)
- E05 – 2960 km: Greenock – Glasgow – Preston – Birmingham – Southampton … Le Havre – Pariz – Orléans – Bordeaux – San Sebastián – Madrid – Sevilja – Algeciras
- E15 - 3590 km: Inverness – Perth – Edinburgh – Newcastle – London – Folkestone – Dover … Calais – Pariz – Lyon – Orange – Narbonne – Girona – Barcelona – Tarragona – Castellón de la Plana – Valencija – Alicante – Murcia – Almería – Málaga – Algeciras
- E25 - 1830 km: Hoek van Holland – Rotterdam – Eindhoven – Maastricht – Liège – Bastogne – Arlon – Luksemburg – Metz – Saint-Avold – Strasbourg – Mulhouse – Basel – Olten – Berne – Lozana – Ženeva – Mont Blanc – Aosta – Ivrea – Vercelli – Alessandria – Genova … Bastia – Porto Vecchio – Bonifacio … Porto Torres – Sassari – Cagliari … Palermo
- E35 – 1660 km: Amsterdam – Utrecht – Arnhem – Emmerich – Oberhausen – Köln – Frankfurt ob Majni – Heidelberg – Karlsruhe – Offenburg – Basel – Olten – Luzern – Altdorf – Cestni predor Gotthard – Bellinzona – Lugano – Chiasso – Como – Milano – Piacenza – Parma – Modena – Firence – Rim
- E45 - 4920 km: Karesuando - Arvidsjaur - Östersund - Mora - Säffle - Gothenburg … Frederikshavn – Aalborg – Århus – Vejle – Kolding – Frøslev – Flensburg – Hamburg – Hanover – Göttingen – Kassel – Fulda – Würzburg – Nürnberg – München – Rosenheim – Wörgl – Innsbruck – Brenner – Fortezza – Bolzano – Trento – Verona – Modena – Bologna – Cesena – Perugia – Fiano Romano – Neapelj – Salerno – Sicignano – Cosenza – Villa San Giovanni … Messina – Catania – Sirakuze – Gela
- E55 - 2920 km: Helsingborg … Helsingør – København – Køge – Vordingborg – Farø – Nykøbing Falster – Gedser … Rostock – Berlin – Lübbenau – Dresden – Teplice – Praga – Tábor – Linz – Salzburg – Beljak – Trbiž – Videm – Palmanova – Mestre – Ravena – Cesena – Rimini – Fano – Ancona – Pescara – Canosa – Bari – Brindisi … Igoumenica – Preveza – Rhion – Patras – Pyrgos – Kalamáta (glej tudi E4.)
- E65 - 3800 km: Malmö – Ystad … Świnoujście – Wolin – Goleniów – Szczecin – Gorzów Wielkopolski – Świebodzin – Zielona Góra – Legnica – Jelenia Góra – Harahov – Železný Brod – Turnov – Mladá Boleslav – Praga – Jihlava – Brno – Bratislava – Rajka – Csorna – Szombathely – Zalaegerszeg – Nagykanizsa – Letina – Zagreb – Karlovec – Reka – Split – Dubrovnik – Petrovac – Podgorica – Bijelo Polje – Skopje – Kičevo – Ohrid- Bitola – Niki – Vevi – Kozani – Larisa – Domokos – Lamia – Brallos – Itea – Antirrion … Rhion – Egion – Korint – Tripoli – Kalamata … Kissamos – Chaniá
- E75 - 4340 km: Vardø – Vadsø – Varangerbotn – Utsjoki – Inari – Ivalo – Sodankylä – Rovaniemi – Kemi – Oulu – Jyväskylä – Heinola – Lahti – Helsinki … Gdansk – Świecie – Łódź – Piotrków Trybunalski – Katovice – Žilina – Bratislava – Győr – Budimpešta – Szeged – Subotica - Novi Sad - Beograd – Niš – Kumanovo – Skopje – Solun – Larisa – Lamia – Atene … Hanija – Iraklion – Agios Nikolaos – Sitia
- E85 - 2300 km: Klaipeda – Kaunas – Vilna – Lida – Slonim – Kobrin – Dubno — Ternopil' — Črnovice — Siret – Suceava – Roman – Urziceni – Bukarešta – Giurgiu – Rousse – Bjala – Veliko Tarnovo – Stara Zagora – Haskovo – Svilengrad – Ormenio – Kastanies – Didjmotejčo – Alexandroupolis
- E95 - 1790 km: Sankt Peterburg – Pskov – Gomel – Kijev – Odesa … Samsun – Merzifon
- E101 - 850 km: Moskva – Kaluga – Brjansk – Gluhov – Kijev
- E105 - 3770 km: Kirkenes – Murmansk – Petrozavodsk – Sankt Peterburg – Moskva – Orel – Harkov – Simferopol – Alušta – Jalta
- E115 - 1730 km: Jaroslavelj – Moskva – Voronež – Novorosijsk
- E117 - 1050 km: Mineralnje Vodi – Nalčik – Vladikavkaz – Tbilisi – Erevan – Goris – Megri
- E119 - 2630 km: Moskva – Tambov – Povorino – Volgograd – Astrakan – Mahačkala – Kuba – Baku – Aljat – Astara
- E121 - 2700 km: Samara – Uralsk – Atirau – Beineu – Šetpe – Džetibai – Fetisovo – Bekdaš – Turkmenbaši – Gizilarbat – meja Irana
- E123 - 2840 km: Čeljabinsk – Kostanaj – Esil – Deržavinsk – Arkalik – Žezkazgan – Kizilorda – Šimkent – Taškent – Ajni – Dušanbe – Nižnij Panj
- E125 - 2600 km: Išim – Astana – Karagandi – Balhaš – Burubajtal – Almati – Biškek – Narin – prelaz Torugart
- E127 - 1330 km: Omsk – Pavlodar – Semej – Georgijevka – Majkapšagaj

### Smer zahod-vzhod (glavne smeri)
- E10 - 880 km: Å – Svolvær … Melbu – Sortland – Lødingen – Evenes – Narvik – Kiruna – Töre – Luleå
- E20 - 1880 km: Shannon – Limerick – Dublin … Liverpool – Manchester – Kingston upon Hull … Esbjerg – København – Malmö – Helsingborg – Halmstad – Gothenburg – Örebro – Stockholm … Talin – Narva – Sankt Peterburg
- E30 - 6050 km: Cork – Waterford – Wexford – Rosslare … Fishguard – Swansea – Bridgend - Cardiff – Newport – Bristol – London – Colchester – Ipswich – Felixstowe … Hoek van Holland – Haag – Gouda – Utrecht – Amersfoort – Oldenzaal – Osnabrück – Bad Oeynhausen – Hanover – Braunschweig – Magdeburg – Berlin – Świebodzin – Poznanj – Varšava – Brest – Minsk – Smolensk – Moskva – Rjazan – Penza – Samara – Ufa – Čeljabinsk – Kurgan – Išim – Omsk
- E40 - 8500 km: Calais – Brugge – Gent – Bruselj – Leuven - Liège – Aachen – Köln – Olpe – Wetzlar – Gießen - Bad Hersfeld - Eisenach – Erfurt – Gera – Chemnitz – Dresden – Görlitz – Legnica – Wrocław – Opole – Gliwice – Zabrze - Katovice -  Krakov – Przemyśl – Lvov – Rivne – Žitomir – Kijev – Poltava – Harkov – Luhansk – Volgograd – Astrahan – Atirau – Beineu – Kungrad – Nukus – Daşoguz – Buhara – Navoi – Samarkand – Džizah – Taškent – Šimkent – Taraz – Biškek – Almati – Sary-Ozek – Taldykorgan – Učaral – Taskesken – Ayaguz – Georgijevska – Öskemen – Ridder
- E50 - 5100 km: Brest – Rennes – Le Mans – Pariz – Reims – Metz – Saarbrücken – Mannheim – Heilbronn – Nürnberg – Rozvadov – Plzeň – Praga – Jihlava – Brno – Trenčín – Prešov – Košice – Vyšné Nemecké – Užgorod – Mukačevo – Strij – Ternopil – Hmelnicki – Vinica – Uman – Kirovograd – Dnupro – Doneck – Rostov na Donu – Armavir – Mineralnye Vody – Mahačkala znan kot "Via Caroli"
- E60 - 6200 km: Brest – Lorient – Vannes – Nantes – Angers – Tours – Orléans – Montargis – Auxerre – Beaune – Dole – Besançon – Belfort – Mulhouse – Basel – Zürich – Winterthur –  St. Gallen – St. Margrethen – Bregenz – Feldkirch – Landeck – Telfs – Innsbruck – Lauterach – Feldkirch – Imst – Innsbruck – Wörgl – Rosenheim – Bad Reichenhall – Salzburg – Sattledt – Linz – Sankt Pölten – Dunaj – Nickelsdorf – Mosonmagyaróvár – Budimpešta – Szolnok – Püspökladány – Oradea – Cluj-Napoca – Turda – Târgu Mureș – Brașov – Ploiești – Bukarešta – Urziceni – Slobozia –  Hârșova – Konstanca - Agigea … Poti – Samtredia – Hašuri – Tbilisi – Ganca – Evlak – Baku … Turkmenbaši – Gyzylarbat – Ašhabat – Tedjen – Mari – Čardžou – Alat – Buhara – Karši – Guzai – Šerobod – Termis – Dušanbe – Jirgatal – Sari Taš – Irkeštam
- E70 - 4550 km: A Coruña – Bilbao – San Sebastián – Bordeaux – Clermont-Ferrand – Lyon – Chambéry – Susa – Torino – Alessandria – Tortona – Brescia – Verona – Mestre – Palmanova – Trst – Postojna – Ljubljana – Zagreb – Slavonski Brod – Beograd – Vršac – Temišvar – Drobeta-Turnu Severin – Craiova – Alexandria – Bukarešta – Giurgiu – Ruse – Razgrad – Šumen – Varna … Samsun – Ordu – Giresun – Trabzon – Batumi – Poti
- E80 - 5600 km : Lizbona – Valladolid – San Sebastián – Toulouse – Nica – Genova – Rim – Pescara … Dubrovnik – Podgorica - Priština – Niš - Sofija – Plovdiv - Carigrad – İzmir – Gerede – Amasja – Erzurum – Gürbulak – Iran
- E90 – 4770 km: Lizbona – Madrid – Barcelona … Mazara del Vallo – Palermo – Buonfornello – Messina … Reggio di Calabria – Metaponto – Taranto – Brindisi … Igoumenica – Janina - Kozani – Solun – Alexandroupolis – Gelibolu … Lapseki – Bursa – Ankara – Adana – Nusaybin – Habur – Irak

### Smer sever-jug
- E01 - 1460 km: Larne – Belfast – Dublin – Rosslare … A Coruña – Pontevedra – Valença – Oporto - Lizbona - Albufeira - Castro Marim – Huelva – Sevilja
- E03 - 470 km: Cherbourg-Octeville – La Rochelle
- E07 – 250 km: Pau – Jaca – Zaragoza
- E09 – 967 km: Orléans – Toulouse – Barcelona
- E11 – 540 km: Vierzon – Montluçon – Clermont-Ferrand – Montpellier
- E13 – 230 km: Doncaster – Sheffield – Nottingham – Leicester – Northampton – London
- E17 – 670 km: Antwerpen – Beaune
- E19 – 520 km: Amsterdam – Bruselj – Pariz
- E21 – 540 km: Metz – Ženeva
- E23 – 390 km: Metz – Lozana
- E27 – 350 km: Belfort – Berne – Martigny – Aosta
- E29 – 290 km: Köln – Sarreguemines – E25 (proti Strasbourgu)
- E31 – 520 km: Rotterdam – Ludwigshafen
- E33 – 100 km: Parma – La Spezia
- E37 – 290 km: Bremen – Köln
- E39 – 1330 km: Trondheim – Orkanger – Vinjeøra – Halsa – Straumsnes – Krifast – Batnfjordsøra – Molde … Vestnes – Skodje – Ålesund – Volda – Nordfjordeid … Sandane – Førde – Lavik … Instefjord – Knarvik – Bergen – Os … Stord – Sveio – Aksdal – Bokn … Rennesøy – Randaberg – Stavanger – Sandnes – Helleland – Flekkefjord – Lyngdal – Mandal – Kristiansand … Hirtshals – Hjørring – Nørresundby – Ålborg
- E41 – 760 km: Dortmund – Wetzlar – Aschaffenburg – Würzburg – Stuttgart – Schaffhausen – Winterthur – Zürich – Altdorf
- E43 – 510 km: Würzburg – Ulm – Lindau – Bregenz – St. Margrethen – Buchs – Chur – San Bernardino – Bellinzona
- E47 – 290 km: Helsingborg … Helsingør – København – Køge – Vordingborg – Farø – Rødby … Puttgarden – Oldenburg – Lübeck (glej tudi E06)
- E49 – 740 km): Magdeburg – Halle – Plauen – Schönberg – Vojtanov – Cheb - Karlovy Vary – Plzeň – Češke Budejovice – Halámky – Dunaj
- E51 – 410 km: Berlin – Leipzig – Gera – Hirschberg – Hof – Bayreuth – Nürnberg
- E53 – 270 km: Plzeň – Bayerisch Eisenstein – Deggendorf – München
- E57 – 380 km: Sattledt – Liezen – St. Michael – Gradec – Maribor – Ljubljana
- E59 – 660 km: Praga – Jihlava – Dunaj – Gradec – Šentilj – Maribor – Zagreb
- E61 – 240 km): Beljak – predor Karavanke – Naklo – Ljubljana – Trst – Reka
- E63 – 1110 km: Sodankylä – Kemijärvi - Posio – Kuusamo – Kajaani – Iisalmi – Kuopio – Jyväskylä – Tampere – Turku
- E67 – 1630 km ): Helsinki … Talin – Riga – Kaunas – Varšava – Piotrków Trybunalski – Vroclav – Kłodzko – Kudowa Zdrój – Náchod – Hradec Králové – Praga; znana tudi kot Via Baltica
- E69 – 130 km: [[Nordkap

p]] – Olderfjord
- E71 – 970 km: Košice – Miskolc – Budimpešta – Balatonaliga – Nagykanizsa – Zagreb – Karlovec – Knin – Split
- E73 – 710 km: Budimpešta – Szekszárd – Mohač – Osijek – Đakovo – Šamac – Zenica – Mostar – Metković
- E77 – 1690 km: Pskov – Riga – Šiauliai – Tolpaki – Kaliningrad … Gdansk – Elbląg – Varšava – Radom – Krakov – Trstená – Ruzomberok – Zvolen – Budimpešta
- E79 – 1160 km: Miskolc – Debrecen – Berettyóújfalu – Oradea – Beiuș – Deva – Petroșani – Târgu Jiu – Craiova – Calafat … Vidin – Vraca – Botevgrad – Sofija – Blagoevgrad – Serres – Solun
- E81 – 990 km: Mukačevo – Halmeu – Satu Mare – Zalău – Cluj-Napoca – Turda – Sebeș – Sibiu – Pitești – Bukarešta - Konstanca
- E83 – 250 km: Bjala – Pleven – Jablanica – Botevgrad – Sofija
- E87 – 2030 km: Odesa – Izmail – Reni – Galați – Tulcea – Konstanca – Varna – Burgas – Malko Tarnovo – Dereköy – Kırklareli – Babaeski – Havsa – Keșan – Gelibolu – Ayvalık – İzmir – Selçuk – Aydın – Denizli – Acıpayam – Korkuteli – Antalya
- E89 – 130 km: Gerede – Kızılcahamam – Ankara
- E91 – 170 km: Toprakkale – İskenderun – Antakja – Yayladağ – Sirija
- E97 – 1150 km: Ne obstoja več Herson – Džankoj – Novorosijsk – Soči – Suhumi – Poti - (manjka povezava) - Trabzon - Gümüshane - Askale
- E99 – Ne obstoja več Sanliurfa - Diyarbakir - Bitlis - Doğubeyazit - Iğdir - Dilucu - Sadarak

### Smer zahod-vzhod
- E02 – ni upurabljena
- E04 – 1590 km: Helsingborg – Jönköping – Linköping – Norrköping – Södertälje – Stockholm – Uppsala – Sundsvall – Örnsköldsvik – Umeå – Luleå – Haparanda – Tornio
- E06 – 3120 km: Trelleborg – Malmö – Helsingborg – Halmstad – Gothenburg – Oslo – Hamar – Lillehammer –  Dombås – Trondheim – Stjørdal – Steinkjer – Mosjøen – Mo i Rana – Rognan – Fauske … Ballangen – Narvik – Setermoen – Alta – Olderfjord – Lakselv – Karasjok – Varangerbotn – Kirkenes
- E08 – 1410 km: Tromsø – Nordkjosbotn – Skibotn – Kilpisjärvi – Kolari – Tornio – Kemi – Oulu – Kokkola – Vaasa – Pori – Turku
- E12 – 910 km: Mo i Rana – Umeå … Vaasa – Tampere – Hämeenlinna – Helsinki
- E14 – 460 km: Trondheim – Östersund – Sundsvall
- E16 – 710 km: Derry – Belfast … Glasgow – Edinburgh … Bergen – Arna – Voss … Lærdal – Tyin – Fagernes – Hønefoss – Sandvika – Oslo
- E18 – 1890 km: Craigavon – Belfast – Larne … Stranraer – Gretna – Carlisle – Newcastle … Kristiansand – Arendal – Porsgrunn – Larvik – Sandefjord – Horten – Drammen – Oslo – Askim – Karlstad – Örebro – Västerås – Stockholm/Kapellskär … Mariehamn … Turku/Naantali – Helsinki – Kotka – Vaalimaa – Vyborg – Sankt Peterburg
- E22 - 5320 km: Holyhead – Chester – Warrington – Manchester – Leeds – Doncaster – Immingham … Amsterdam – Groningen – Bremen – Hamburg – Lübeck – Rostock – Sassnitz … Trelleborg – Malmö – Kalmar – Norrköping … Ventspils – Riga – Rezekne – Velikie Luki – Moskva – Vladimir – Nižni Novgorod - Kazan - Yelabuga - Perm - (Asia) -  Jekaterinburg - Tyumen - Išim
- E24 – 230 km: Birmingham – Cambridge – Ipswich
- E26 – 280 km: Hamburg – Berlin
- E28 – 1230 km: Berlin – Szczecin – Goleniów – Koszalin – Słupsk - Gdynia - Gdansk – Kaliningrad – Tolpaki – Nesterov – Marijampolė – Vilna – Minsk
- E32 – 30 km: Colchester – Harwich
- E34 – 470 km: Zeebrugge – Antwerpen – Eindhoven – Venlo – Oberhausen – Dortmund – Bad Oeynhausen
- E36 – 220 km: Berlin – Lübbenau – Cottbus – Legnica
- E38 –  Gluhov - Kursk - Voronež - Saratov - Uralsk - Aktobe - Karabutak - Aralsk - Novokazalinsk - Kizilorda - Šimkent
- E42 – 620 km: Dunkerque – Lille – Mons – Charleroi – Namur – Liège – Sankt-Vith – Wittlich – Bingen – Wiesbaden – Frankfurt ob Majni – Aschaffenburg
- E44 – 780 km: Le Havre – Amiens – Charleville-Mezières – Luksemburg – Trier – Koblenz – Wetzlar – Gießen
- E46 – 720 km: Cherbourg-Octeville – Caen – Rouen – Reims – Charleville-Mezières – Liège
- E48 – 350 km: Schweinfurt – Bayreuth – Marktredwitz – Cheb – Karlovy Vary – Praga
- E52 – 520 km: Strasbourg – Appenweier – Karlsruhe – Stuttgart – Ulm – München – Salzburg
- E54 – 860 km: Pariz – Chaumont – Mulhouse – Basel – Waldshut – Lindau – München
- E56 – 310 km: Nürnberg – Regensburg – Passau – Wels – Sattledt
- E58 – 2200 km: Dunaj – Bratislava – Zvolen – Košice – Užgorod – Mukačevo – Halmeu – Suceava – Iași – Sculeni – Chișinău – Odesa – Mikolajiv – Herson – Melitopol – Taganrog – Rostov-na-Donu
- E62 – 1290 km: Nantes – Poitiers – Mâcon – Ženeva – Lausanne – Martigny – Sion – Simplon – Gravellona Toce – Milano – Tortona – Genova
- E64 – 240 km  Torino – Milano – Brescia
- E66 – 650 km: Fortezza – San Candido – Spittal an der Drau – Beljak – Celovec – Gradec – Veszprém – Székesfehérvár
- E68 – 510 km: Szeged – Arad – Deva – Sibiu – Brașov
- E72 – 250 km: Bordeaux – Toulouse
- E74 – 240 km: Nica – Cuneo – Asti – Alessandria
- E76 – 80 km: Pisa - Migliarino – Firence
- E78 – 270 km: Grosseto – Arezzo – Sansepolcro – Fano
- E82 – 380 km: Porto – Vila Real – Bragança – Zamora – Tordesillas
- E84 – 150 km: Keşan – Tekirdağ – Silivri
- E86 – 200 km: Kristalopigi – Flórina – Vévi – Géfira
- E88 - 640 km : Ne obstoja več Ankara – Yozgat – Sivas – Refahiye
- E92 – 320 km: Igoumeníca – Janina – Trikala – Vólos
- E94 – 80 km: Korint – Megara – Elevzina – Atene
- E96 – 440 km: Ne obstoja več İzmir – Usak – Afyon – Sivrihisar
- E98 – 60 km : Topboğazı – Kırıkhan – Reyhanlı – Cilvegözü → Siria

## Cesta razreda B
- E134 – Haugesund – Røldal – Haukeli – Seljord – Kongsberg – Drammen
- E136 – Ålesund – Tresfjord – Åndalsnes – Dombås
- E201 – Cork – Portlaoise
- E231 – Amsterdam – Amersfoort
- E232 – Amersfoort – Hoogeveen – Groningen
- E233 – Hoogeveen – Haselünne – Cloppenburg
- E234 – Cuxhaven – Bremerhaven – Bremen – Walsrode
- E251 – Sassnitz – Stralsund – Neubrandenburg – Berlin
- E261 – Świecie – Poznanj – Vroclav
- E262 – Kaunas – Ukmerge – Daugavpils – Rezekne – Ostrov
- E263 – Talin – Tartu – Võru – Luhamaa
- E264 – Jõhvi – Tartu – Valga - Valka - Valmiera - Incukalns
- E271 – Minsk – Babruysk - Homel (formerly began Klaipėda – Kaunas – Vilnius)
- E272 – Klaipėda – Palanga – Šiauliai – Panevėžys – Ukmerge – Vilnius
- E311 – Breda – Gorinchem – Utrecht
- E312 – Vlissingen – Breda – Eindhoven
- E313 – Antwerp – Liège
- E314 – Leuven – Hasselt – Heerlen – Aachen
- E331 – Dortmund – Kassel
- E371 – Radom – Rzeszów – Barwinek – Vyšný Komárnik – Svidnik – Prešov
- E372 – Varšava – Lublin – Lvov
- E373 – Lublin – Kovel – Rivne – Kijev
- E381 – izgradnja odpovedana
- E391 – Trosna – Gluhov
- E401 – Saint-Brieuc – Caen
- E402 – Calais – Rouen – Le Mans
- E403 – Zeebrugge – Bruges – Roeselare – Kortrijk – Tournai
- E404 – Jabbeke – Zeebrugge
- E411 – Bruselj – Metz
- E420 – Nivelles – Charleroi – Reims
- E421 – Aachen – Sankt-Vith – Luxembourg
- E422 – Trier – Saarbrücken
- E429 – Tournai – Halle
- E441 – Chemnitz – Plauen – Hof (E51)
- E442 – Karlovy Vary – Teplice – Turnov – Hradec Králové – Olomouc – Žilina
- E451 – Gießen – Frankfurt ob Majni – Mannheim
- E461 – Svitavy – Brno – Dunaj
- E462 – Brno – Olomouc – Český Těšín - Katovice – Krakov
- E471 – Mukačeve – Lvov
- E501 – Le Mans – Angers
- E502 – Le Mans – Tours
- E511 – Courtenay – Troyes
- E512 – Remiremont – Mulhouse
- E531 – Offenburg – Donaueschingen
- E532 – Memmingen – Füssen
- E533 – München – Garmisch-Partenkirchen – Mittenwald – Seefeld in Tirol – Innsbruck
- E551 – Češke Budejovice – Humpolec
- E552 – München – Braunau am Inn – Wels – Linz
- E571 – Bratislava – Zvolen – Košice
- E572 – Trencin – Žiar nad Hronom
- E573 – Püspökladány – Nyíregyháza – Čop – Užgorod
- E574 – Bacău – Brașov – Pitești – Craiova
- E575 – Bratislava – Dunajská Streda – Medved'ov – Vámosszabadi – Győr
- E576 – Cluj-Napoca – Dej (prej z nadaljevanjem Bistrița – Suceava)
- E577 - Ploiesti - Buzău
- E578 – Sărățel – Reghin – Toplița – Gheorgheni – Miercurea Ciuc – Sfântu Gheorghe – Chichiș
- E581 – Tișița – Tecuci – Albița – Leușeni – Chișinău – Odesa
- E583 – Săbăoani – Iași – Bălți – Mogiliv-Podilski – Vinica – Žitomir
- E584 –  Poltava – Kropivnicki – Chișinău – Giurgiulești – Galați – Slobozia
- E592 –  Krasnodar – Djoubga
- E601 – Niort – La Rochelle
- E602 – La Rochelle – Saintes
- E603 – Saintes – Angoulême – Limoges  (prej potekala do Sculena)
- E604 – Tours – Vierzon
- E606 – Angoulême – Bordeaux
- E607 – Digoin – Chalon-sur-Saône
- E611 – Lyon – Pont-d'Ain
- E612 – Ivrea – Torino
- E641 – Wörgl – Sankt Johann in Tirol – Lofer – Salzburg
- E651 – Altenmarkt im Pongau – Liezen
- E652 – Celovec – Prelaz Ljubelj – Naklo
- E653 – Letina - Torniyiszentmiklós - Pince – Murska Sobota – Lenart – Maribor (dodana 2003)
- E661 – Balatonkeresztúr – Nagyatád – Barcs – Virovitica – Okučani – Banja Luka – Jajce – Donji Vakuf – Zenica
- E662 – Subotica – Sombor – Osijek
- E671 – Timișoara – Arad – Oradea – Satu Mare
- E673 – Lugoj – Ilia
- E675 – Agigea – Negru Vodă – Kardam
- E691 – Aštarak - Gjumri – Ašotsk - Vale – Turkgözü - Posof - Kars - Horasan
- E692 – Batumi – Samtredia
- E711 – Lyon – Grenoble
- E712 – Geneva – Chambéry – Marseille
- E713 – Valence – Grenoble
- E714 – Orange – Marseille
- E717 – Torino – Savona
- E751 – Reka – Pulj – Koper - Trst (Italija)
- E761 – Bihać – Jajce – Donji Vakuf – Zenica – Sarajevo – Užice – Čačak – Kraljevo – Kruševac – Pojate – Paraćin – Zaječar
- E762 – Sarajevo – Podgorica → Albanija
- E763 – Beograd – Čačak – Nova Varoš – Bijelo Polje
- E771 – Drobeta-Turnu Severin – Niš
- E772 – Jablanica – Veliko Tarnovo – Šumen
- E773 – Popovica – Stara Zagora – Burgas
- E801 – Coimbra – Viseu – Vila Real – Chaves – Verín
- E802 – Bragança – Guarda – Castelo Branco – Portalegre – Évora – Beja – Ourique
- E803 – Salamanca – Mérida – Sevilla
- E804 – Bilbao – Logroño – Zaragoza
- E805 – Famalicão – Chaves
- E806 – Torres Novas – Abrantes – Castelo Branco – Guarda
- E821 – Rim – San Cesareo
- E840 – Sassari – Olbia … Civitavecchia – konec na E80
- E841 – Avellino – Salerno
- E842 – Neapelj – Avellino – Benevento – Canosa di Puglia
- E843 – Bari – Taranto
- E844 – Spezzano Albanese – Sibari
- E846 – Cosenza – Crotone
- E847 – Sicignano degli Alburni – Potenza – Metaponto
- E848 – Sant'Eufemia Lamezia – Catanzaro
- E851 – Petrovac → Albanija → Prizren – Priština
- E852 – Ohrid → Albanija
- E853 – Janina → Albanija
- E871 – Sofija – Kjustendil – Kumanovo
- E881 – Izmit - Bursa - Balikesir - Manisa - Izmir - Cesme
- E901 – Madrid – Valencia
- E902 – Jaén – Granada – Málaga
- E902 prej Nikozija – Pafos
- E903 (ne obstaja več) – Girne (Kirenija) – Nikozija – Limassol
- E931 – Mazara del Vallo – Gela
- E932 – Buonfornello – Enna – Catania
- E933 – Alcamo – Trapani
- E951 – Janina – Árta – Agrinio – Mestolóngi
- E952 – Aktio – Vónica – Amfilohija – Karpenisi – Lamia
- E961 – Tripoli – Šparta – Githio
- E962 – Elevzina – Thiva
- E962 prej Tripoli – Šparta – Gytheion
- E001 – Tbilisi – Bagrataše – Vanatzor
- E002 – Aljat - Saatli - Mehgri - Ordubad - Djulfa - Nahičevan – Sadarak (razširjena 2004)
- E003 – Učkuduk – Daşoguz – Ašgabat – Gaudan
- E004 – Kzilorda – Učkuduk – Bučara
- E005 – Guza – Samarkand
- E006 – Ajni – Kokand
- E007 – Taškent – Kokand – Andijan – Oš – Irkeštam
- E008 – Dušanbe - Kulab - Kalaikumb - Korog – Murgab - Kulma - meja s Kitajsko (glej Pamirska cesta) (razširjena 2003)
- E009 – Jirgatal – Korog – Iškašim – Ljanga – Kitajska
- E010 – Oš – Biškek
- E011 – Kokpek - Kegen – Tjup (spremenjena 2003)
- E012 – Almati - Kokpek - Čundža - Koktal - Korgos
- E013 – Sari-Ozek – Koktal
- E014 – Ušaral – Družba
- E015 – Tašesken – Bakti
- E016 – Zapadnoe - Žaksi - Atbasar – Astana (spremenjena 2003)
- E017 – Jelabuga – Ufa (dodana 2003)
- E018 – Žezkazgan – Karagandi - Pavlodar - Uspenka (dodana 2003)
- E019 – Petropavl – Zapadnoe (dodana 2003)